# أشرف فاروق
أشرف فاروق (24 ديسمبر 1963 -) هو ممثل وكاتب سيناريو ومخرج مسرحي مصري.

## حياته ونشأته
ولد في محافظة القاهرة 24 ديسمبر 1963، حصل علي ليسانس الآداب قسم المسرح من جامعة الإسكندرية، وحصل على الماجستير قسم التمثيل والإخراج من كلية الآداب قسم المسرح جامعة حلوان.

## مسيرته
قدم تجارب عديدة علي مسارح الشباب والغد والطليعة، شارك كمخرج مسرحية في «8 في زانزانيا».

## أعماله[5]

### تمثيل
- أيام 2021 - مسلسل

حكايات بنات ج4
2020 - مسلسل
صلاح
حكايات بنات ج5
2020 - مسلسل
عم صلاح
سكن البنات
2020 - مسلسل
عمر ودياب
2020 - مسلسل
بركة
2019 - مسلسل
الدكتور وجيه
أبو العروسة ج2
2018 - مسلسل
شهر عسل
2018 - فيلم
أنور - والد يوسف
طلعت روحي
2018 - مسلسل
بهيج علوان (محامي)
أخلاق العبيد
2017 - فيلم
امين - المدير المالى
الحرباية
2017 - مسلسل
لمعي القط
2017 - مسلسل
بنات خارقات (بنات سوبرمان)
2016 - مسلسل
كدبة كل يوم
2016 - فيلم
مدير الشركة
أسرار
2015 - مسلسل
لهفة
2015 - مسلسل
البيت
2014 - مسلسل
شارع عبدالعزيز 2
2014 - مسلسل
انور
كلام جرايد
2014 - فيلم
نسر البرية
2014 - فيلم
ذات (بنت اسمها ذات)
2013 - مسلسل
زكي شلهوب
سمير أبو النيل
2013 - فيلم
الألماني
2012 - فيلم
كراره
ربيع الغضب
2012 - مسلسل
المواطن إكس
2011 - مسلسل
محامى
شارع عبدالعزيز
2011 - مسلسل
أنور
مسألة كرامة
2011 - مسلسل
ابن القنصل
2010 - فيلم
الجماعة ج1
2010 - مسلسل
السائرون نياما
2010 - مسلسل
بلاد أضيق من الحب
2010 - مسرحية
سمير وشهير وبهير
2010 - فيلم
مخرج
نص أنا.. نص هو
2010 - مسلسل
المشتبه
2009 - فيلم
بدل فاقد
2009 - فيلم
المحامي
بيت العيلة ج1
2009 - مسلسل - سيت كوم
تامر وشوقية ج4
2009 - مسلسل - سيت كوم
مسلسلات كوم
2009 - مسلسل
واحد صفر
2009 - فيلم
متحرش الأتوبيس
وكالة عطية
2009 - مسلسل
الزمهلوية
2008 - فيلم
الفاضي يعمل إيه
2008 - مسلسل
أيامنا الجاية
2008 - فيلم
ليل الثعالب
2008 - مسلسل
أشرف - مساعد حسن
مناحي
2008 - فيلم
مدير البنك
ناصر
2008 - مسلسل
أسد وأربع قطط
2007 - فيلم
قمر عبد الغنى
الإمام الشافعي
2007 - مسلسل
حمد الله على السلامة
2007 - مسلسل
شيكامارا
2007 - فيلم
موظف الاستقبال بالمستشفى
اسلحة دمار شامل
2006 - مسلسل
الإمام المراغي
2006 - مسلسل
ظابط إنجليزي
تامر وشوقية ج1
2006 - مسلسل - سيت كوم
دكتور الاقتصاد
الدم والنار
2004 - مسلسل
فول الصين العظيم
2004 - فيلم
مدير الفندق
كيمو وأنتيمو
2004 - فيلم
مصر الجديدة
2004 - مسلسل
محمود مختار
شباب أون لاين 2
2003 - مسلسل - سيت كوم
الخبير ح4
في بيتنا رجل
1995 - مسلسل
بالعربي الفصيح
1991 - مسرحية
عائلة الأستاذ شلش
1990 - مسلسل
حمص
قلوب عطشى
0 - مسلسل

### إخراج
جونيا
2019 - فيلم - قصير
مخرج
الحقونا ياهوووه (القاهرة)
2015 - مسرحية
مخرج
إلحقونا يا هووة
2014 - مسرحية
مخرج
رحلة لذيذة جدا
0 - مسرحية
مخرج